# Монастырь Баталья
Монастырь Санта-Мария-да-Витория в Баталья (Santa Maria da Vitória na Batalha) — доминиканский монастырь в португальском городе Баталья (округ Лейрия). Внесён в Список всемирного наследия ЮНЕСКО.

## История
Возведение монастыря началось в интернациональном готическом стиле в 1385 г. по обету короля Жуана I в знак благодарности Деве Марии за одержанную королём победу над кастильцами в битве при Алжубарроте. Шесть последующих королей продолжили строительство обители и нашли здесь последний покой; в их числе — Дуарте I и принц Генрих Мореплаватель. Строительство прекратилось только в 1517 году, когда основные силы были переброшены на возведение монастыря иеронимитов в Белене. В XIX веке в Баталье проводились масштабные восстановительные работы, а в 1980 г. здесь был открыт национальный музей.

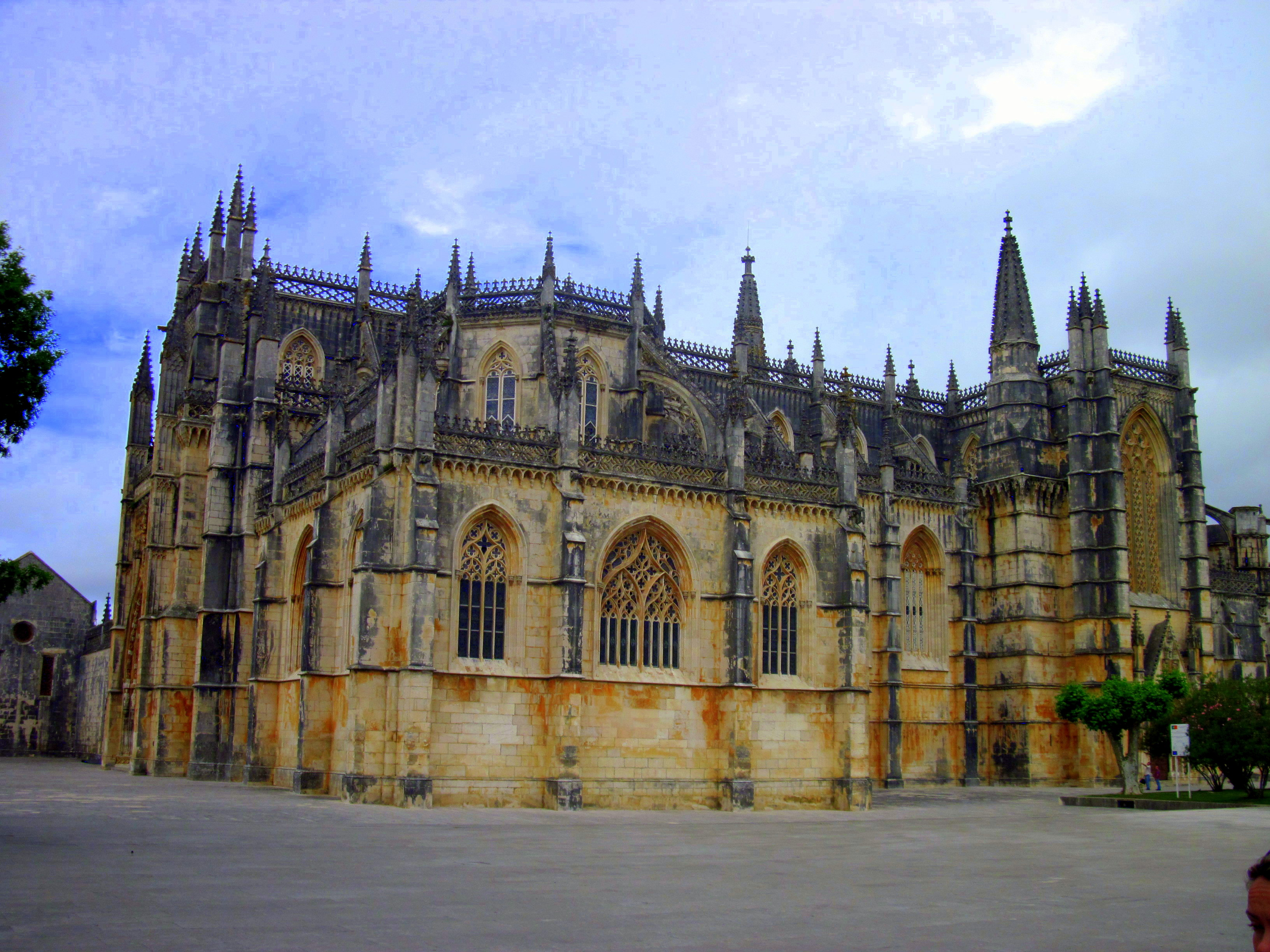
Монастырь в 2012 году

## Внешний вид

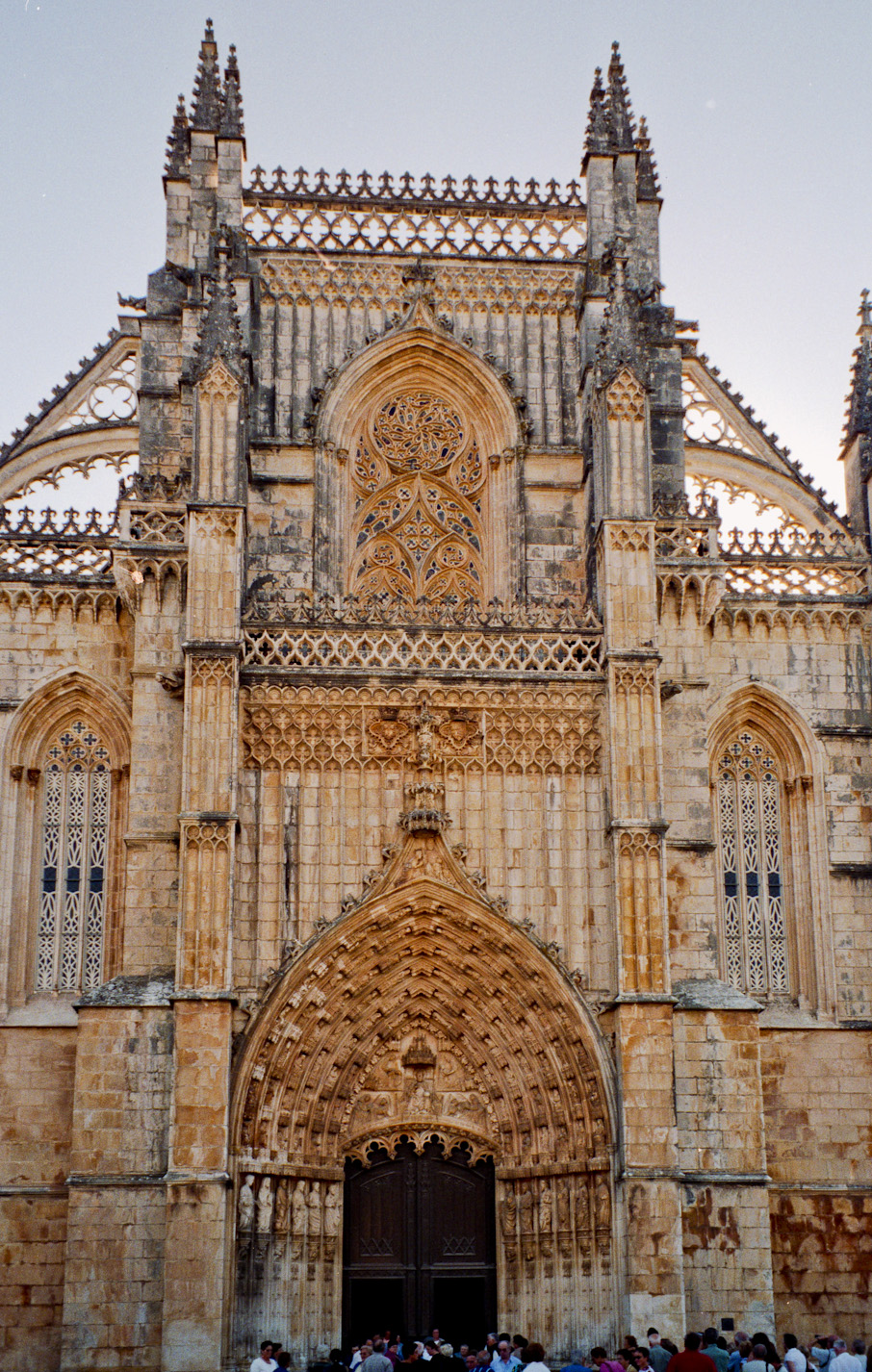
Фасад
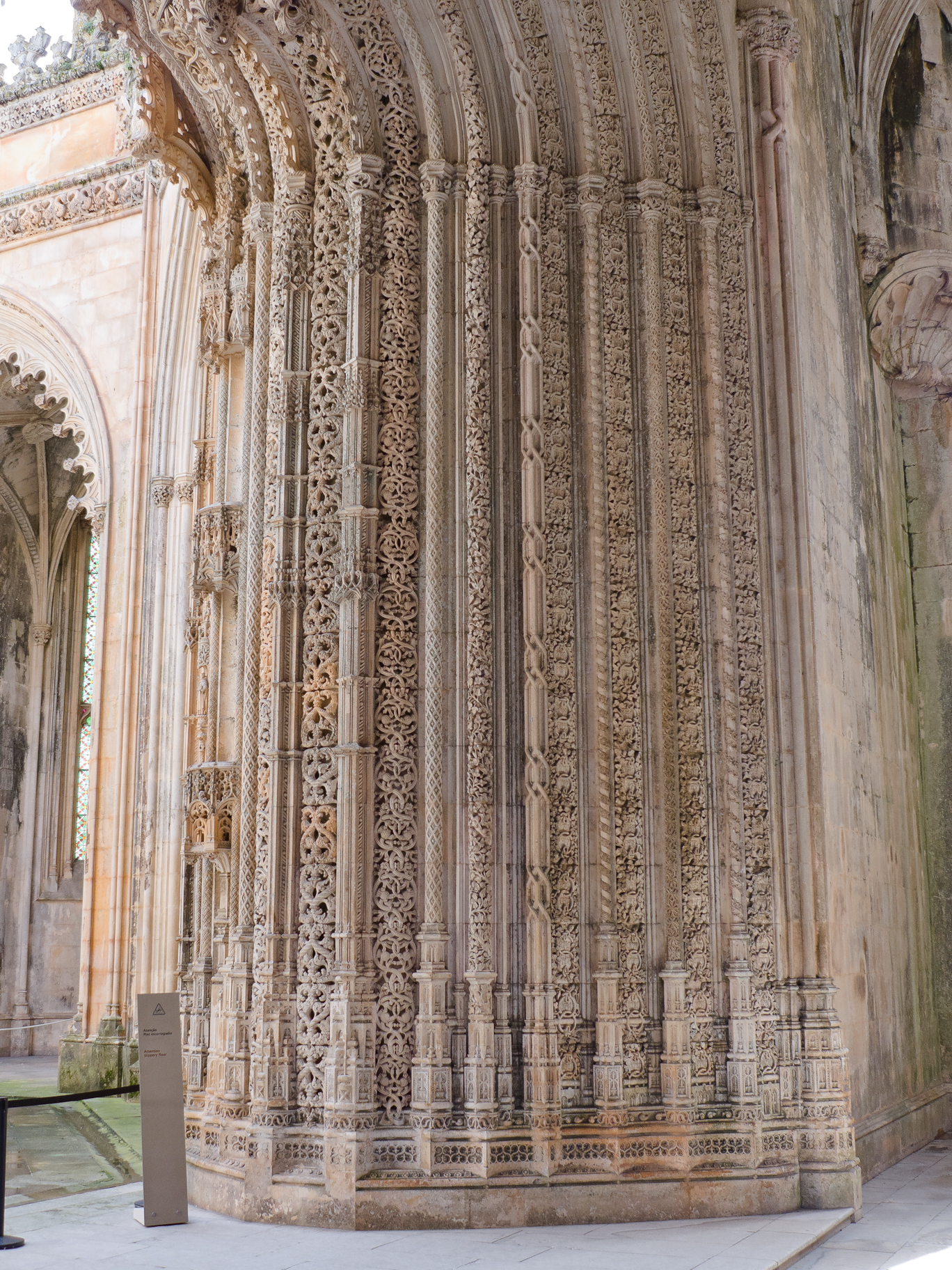
Статуи
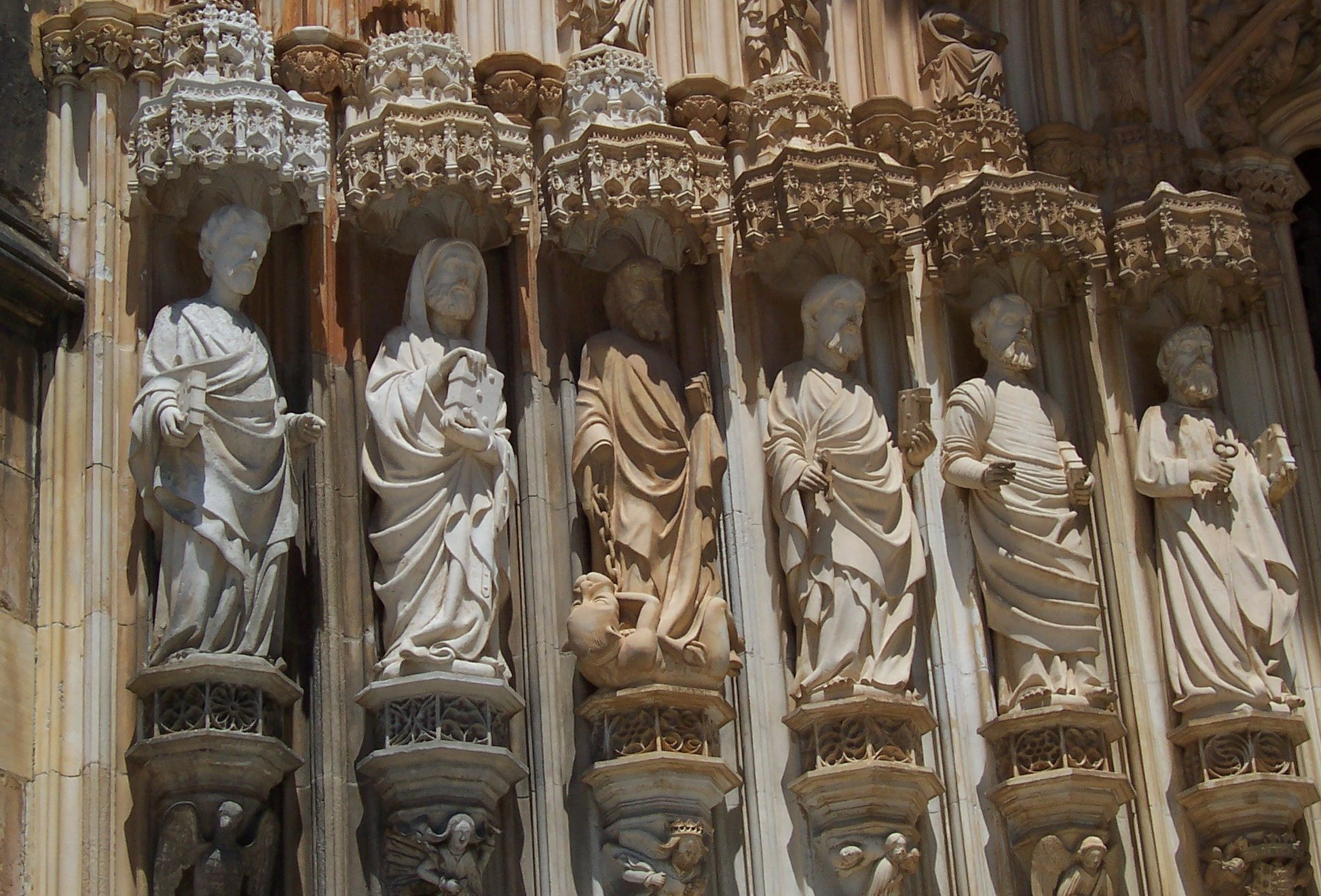
Статуи
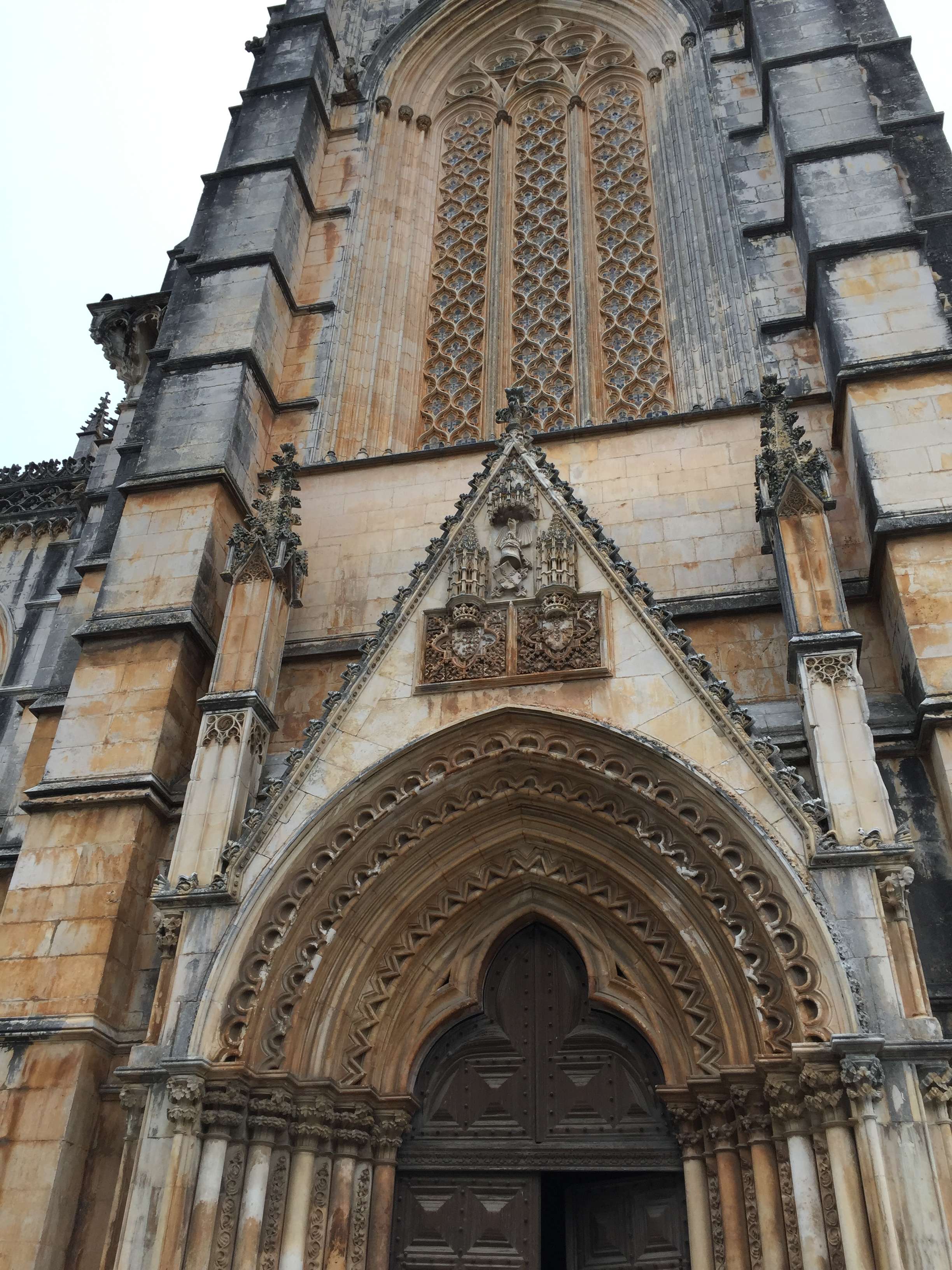
Портал
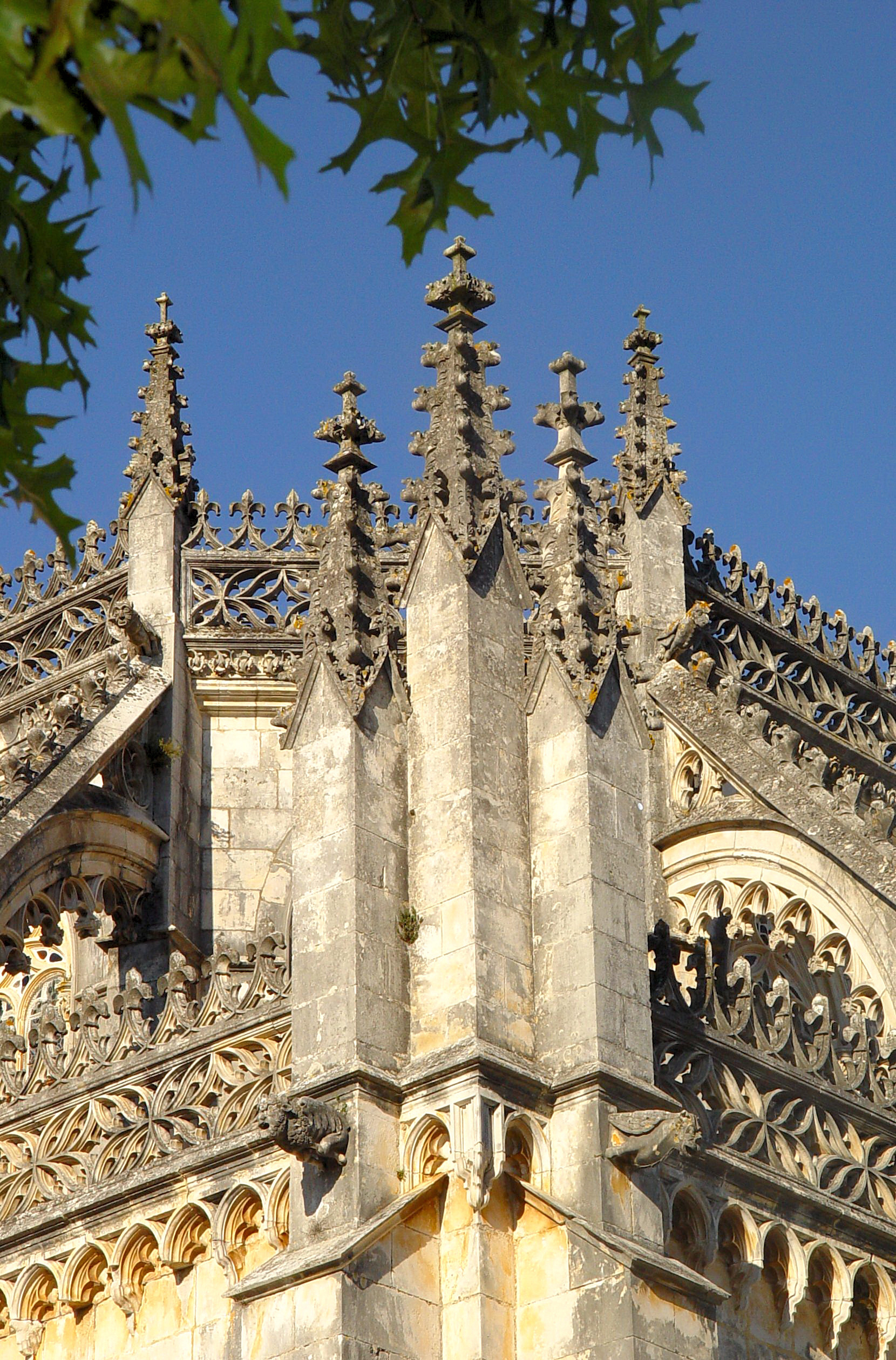
Угол фасада

## Интерьер

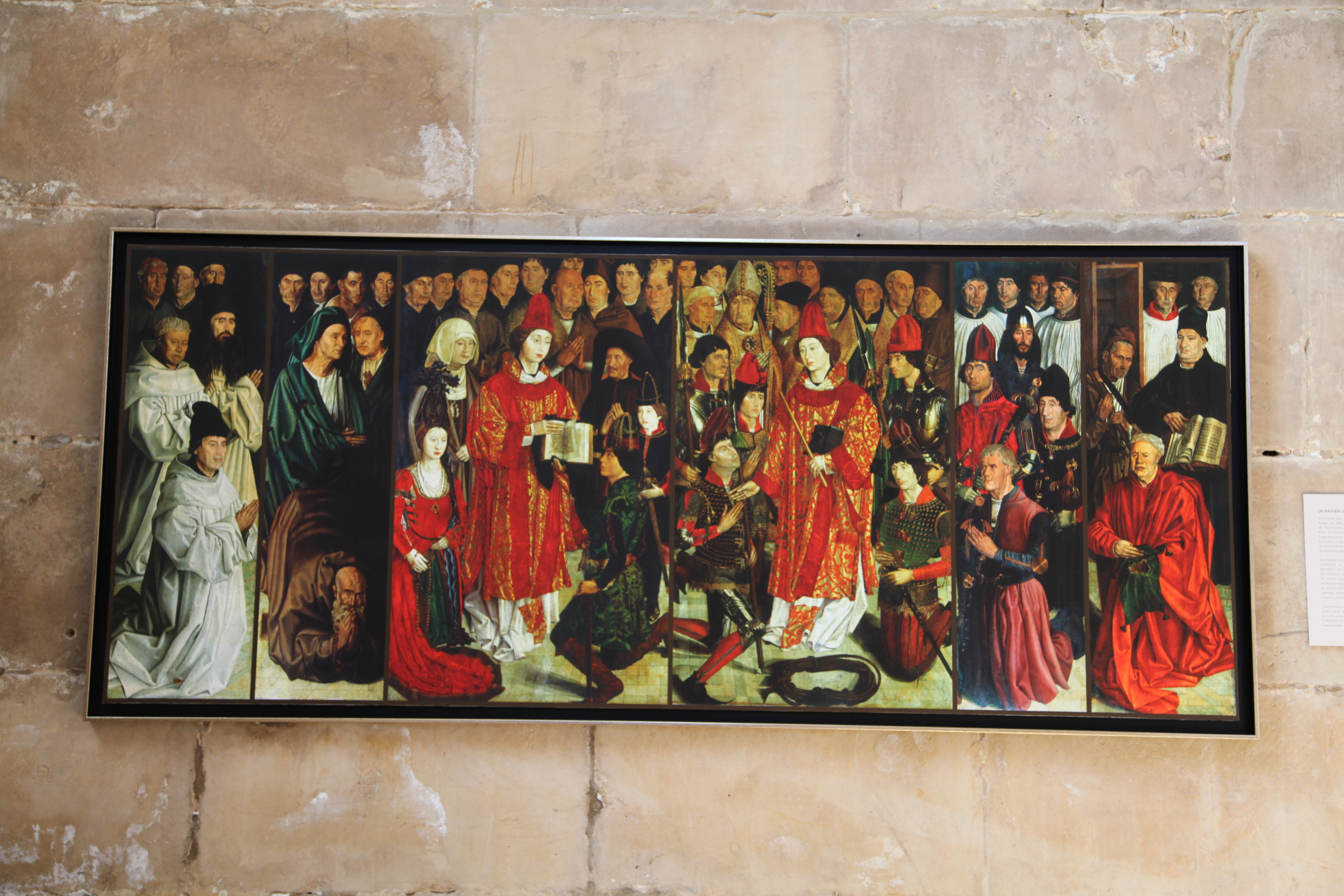
Полиптих  Нуно Гонсалвеш
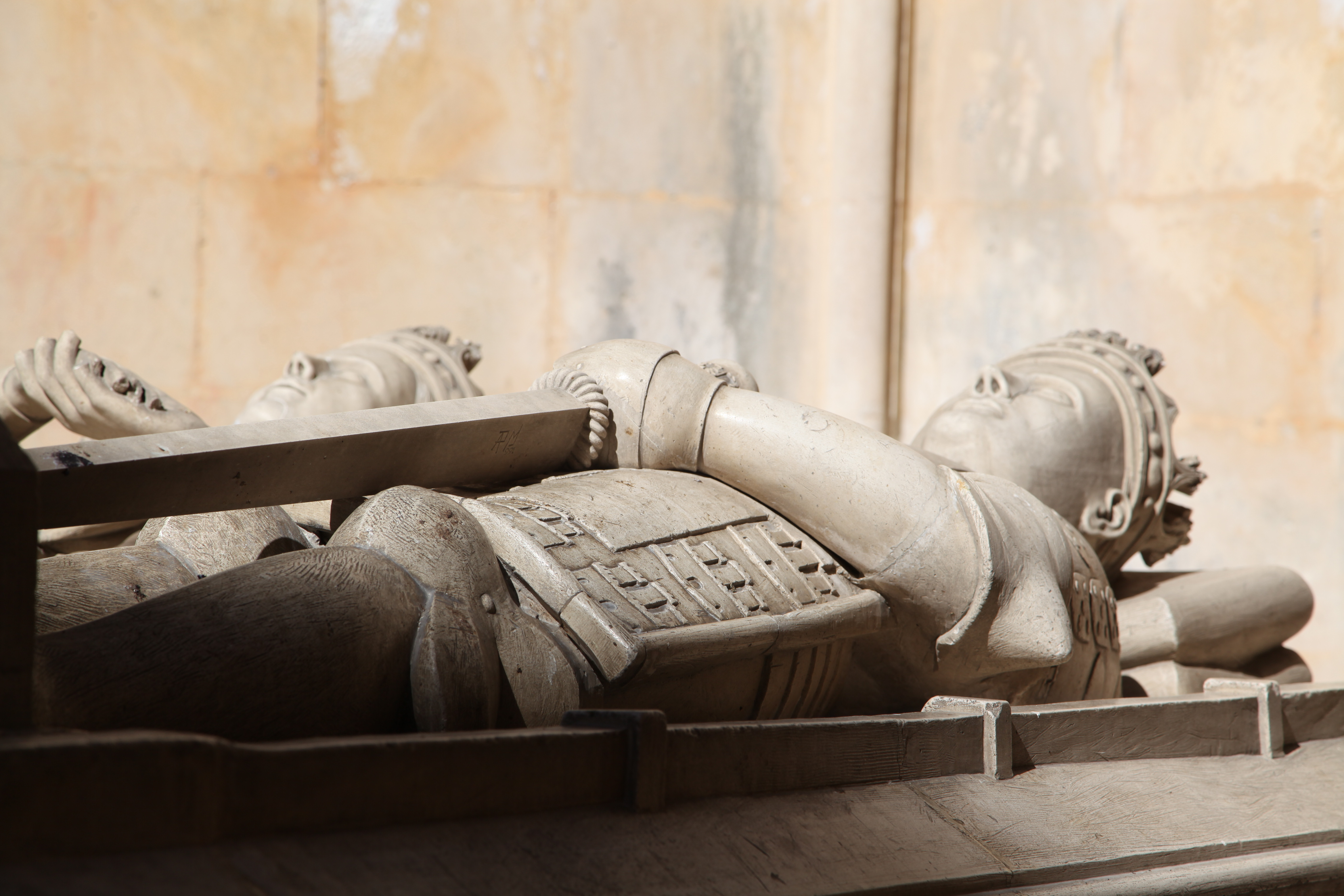
Надгробная статуя короля
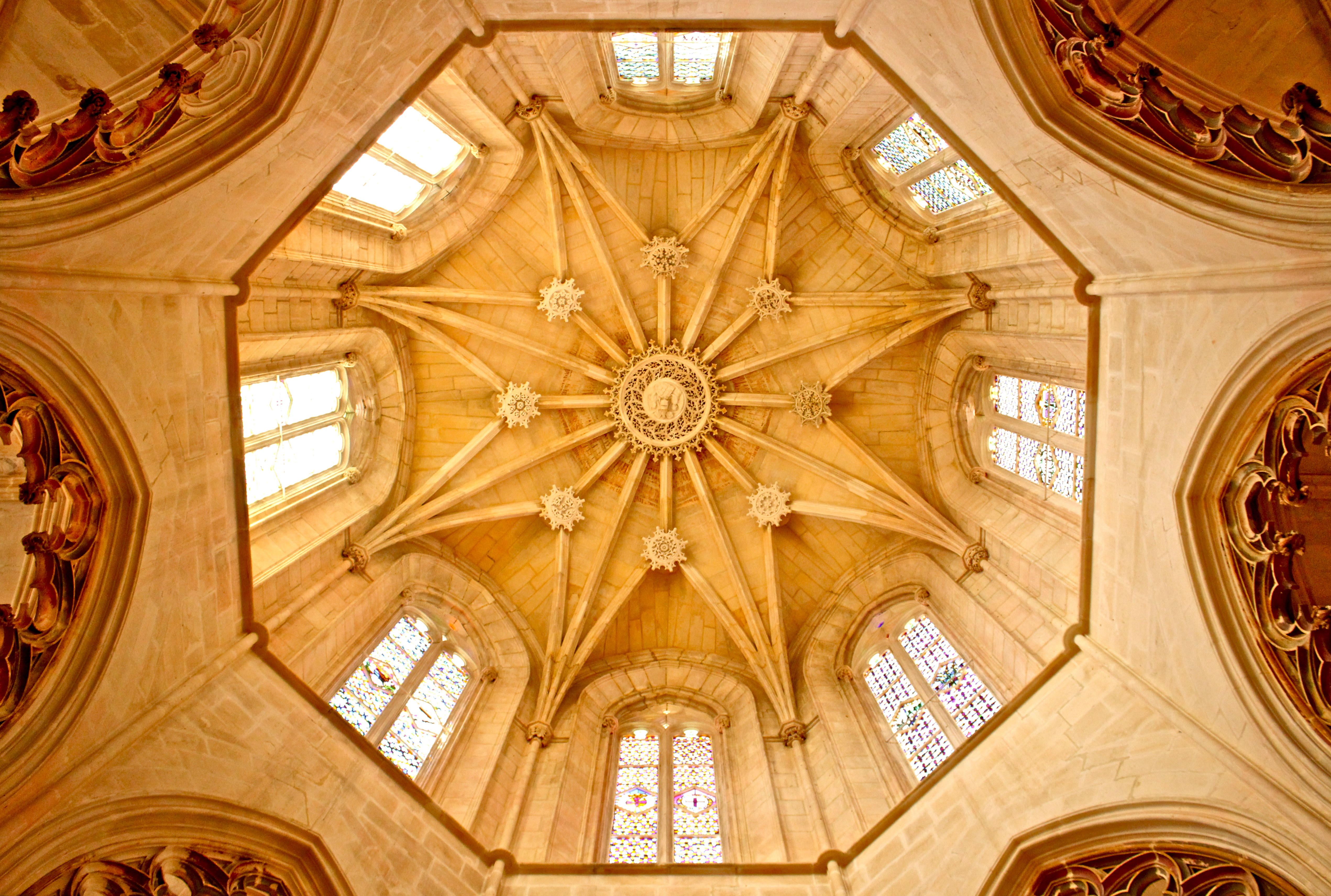
Купол
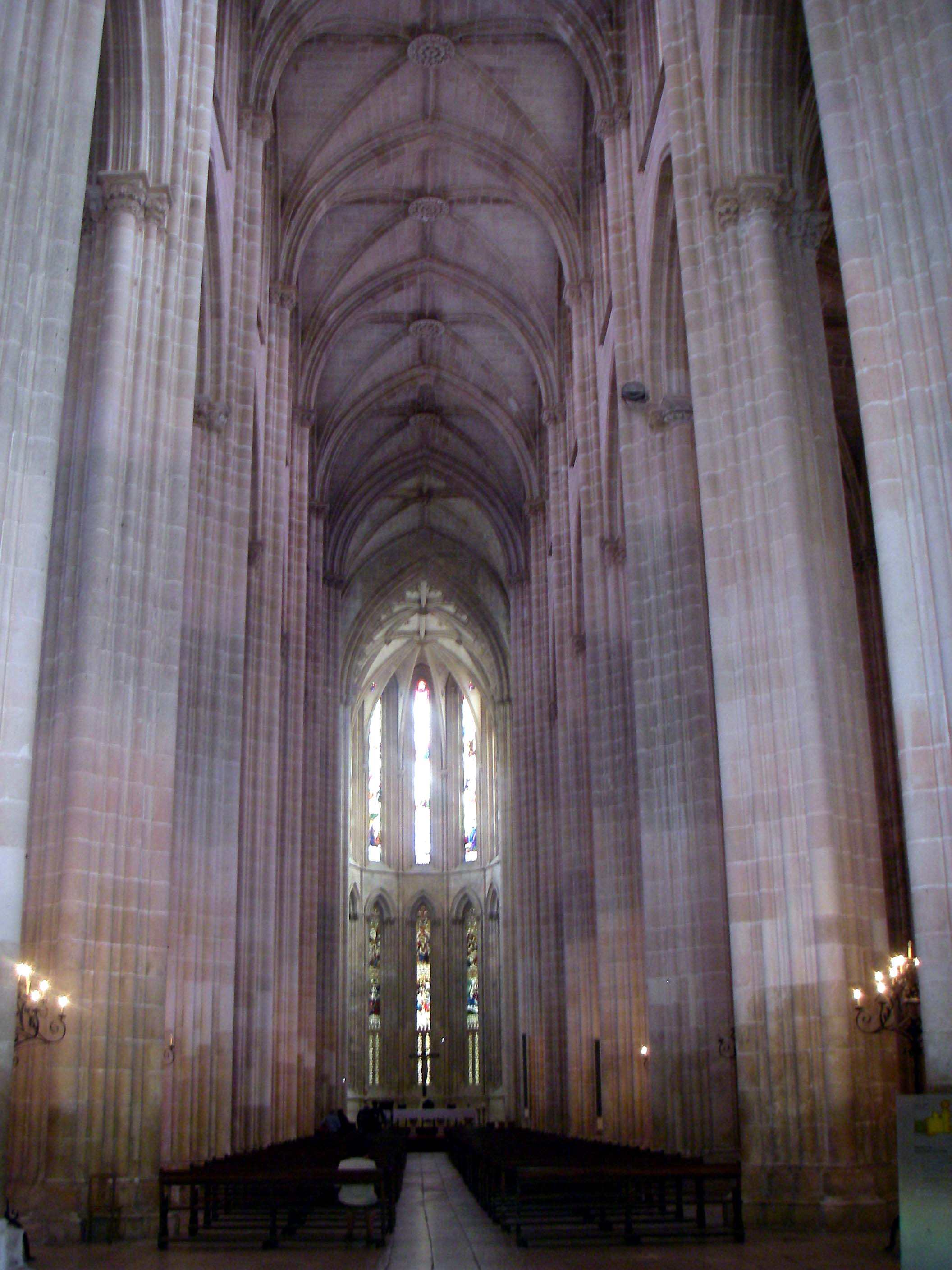
Неф

## Гаргульи

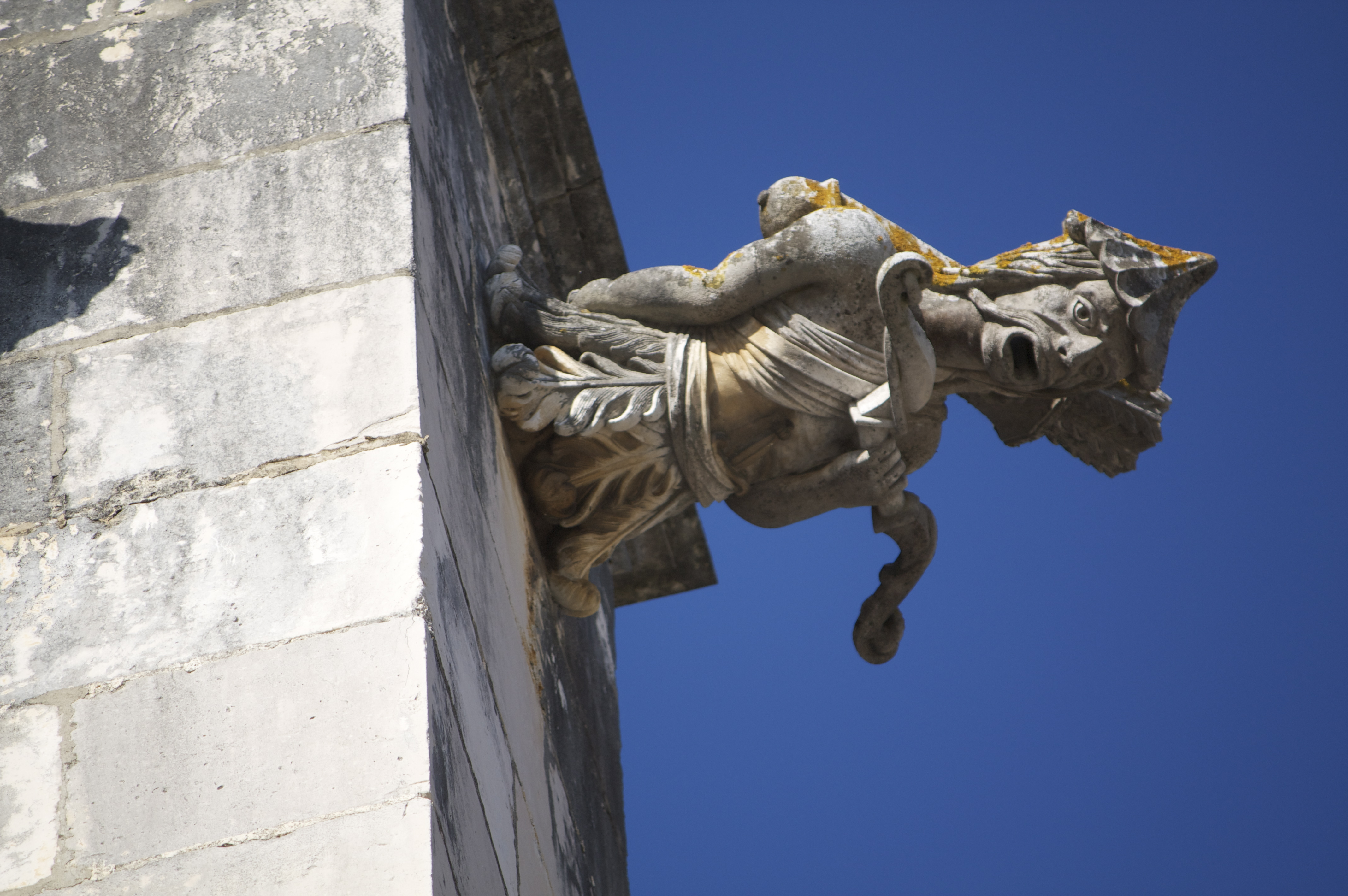
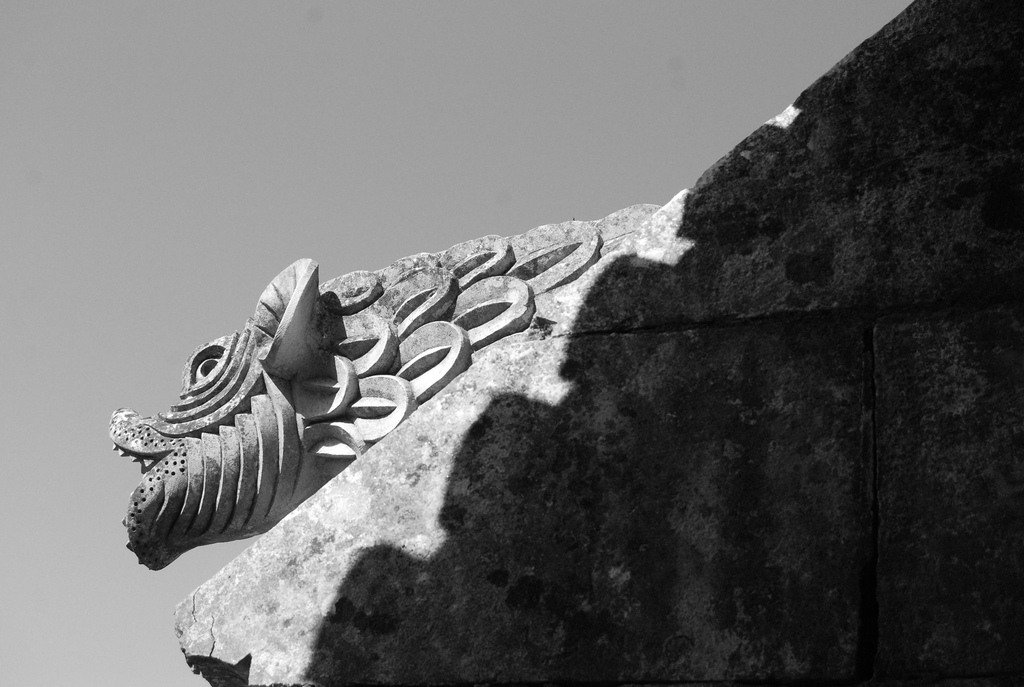
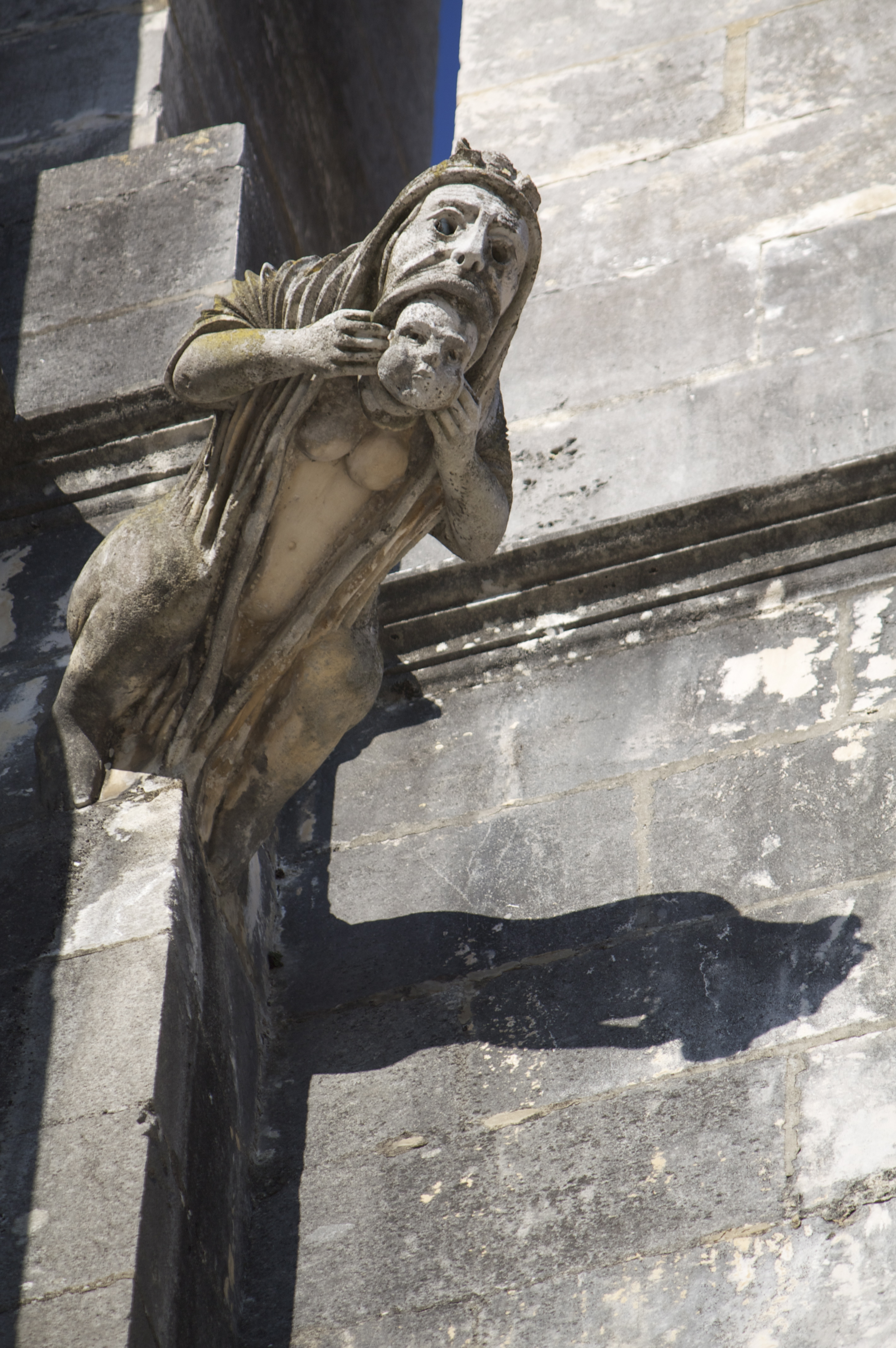
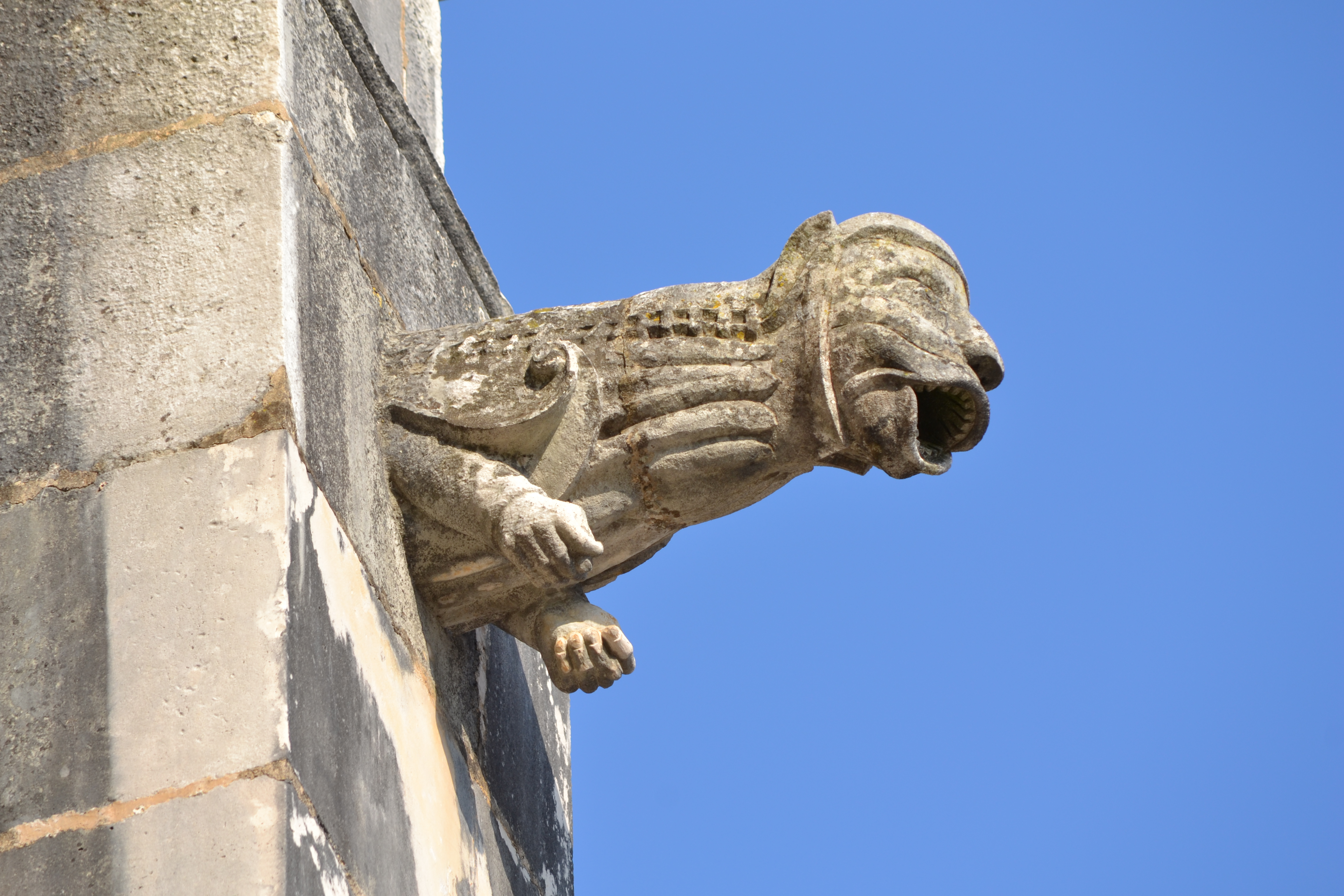